# Bitva u Tagin
Bitva u Tagin, známá též jako bitva u Busta Gallorum, byla předposledním velkým střetnutím římsko-gótských válek, jejichž závěrečná fáze probíhala na území dnešní Itálie po značnou část první poloviny 6. století. Síly byzantského císaře Justiniána I. pod velením eunucha Narsa zde někdy v průběhu roku 552 drtivě porazily vojsko ostrogótského krále Totily, jemuž se za jedenáct let vlády podařilo dvakrát dobýt Řím a ovládnout téměř celé území Apeninského poloostrova. Vítězství byzantskému vojevůdci vydláždilo cestu ke znovudobytí Itálie a úspěšnému ukončení války, naopak poražení přišli o téměř polovinu početního stavu vojska a při ústupu zahynul jejich panovník.

## Předehra

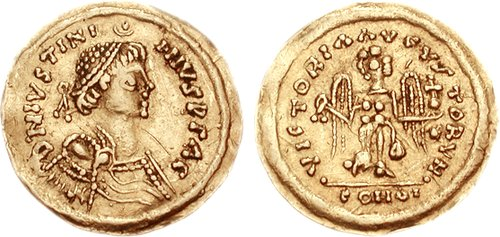
Tremissis krále Totily

Za jedenáct let panování krále Totily dosáhla moc ostrogótů na Apeninském poloostrově vrcholu. Až na několik odbojných míst nastolil tvrdou vládu nad celou Itálií a neustálými výpady na území rozkládající se ve sféře byzantské moci znepokojoval císaře Justiniána. Konstantinopolský panovník zpočátku věnoval italskému bojišti jen okrajový zájem, neboť jeho hlavní pozornost byla vázána válkou s Peršany. Postupem času si však začal uvědomovat, že nad zdejšími událostmi ztrácí kontrolu a vyslal do země svého nejlepšího generála, Belisara. Belisar byl pověřen úkolem uklidnit poměry na Apeninách již podruhé. V prvním případě se mu podařilo Ostrogóty zcela pokořit, ale proti Totilovi nedosáhl žádného výrazného úspěchu. Nakonec jej císař v roce 548, na jeho vlastní žádost, ze západního bojiště odvolal. Hlavní tíže Belisarova selhání však nespočívala pouze v jeho chybách, ale i na císaři Justiniánovi. Byzantský panovník žárlil na Belisarovy úspěchy a snad i proto mu poskytl jen nedostatečné zdroje. Belisar téměř po celou dobu tažení operoval s vojskem čítajícím 4000 mužů a i přes nepřetržité naléhání mu byla do Itálie posílaná jen špatně organizovaná materiální i vojenská podpora. To všechno se však změnilo ve chvíli, kdy si císař uvolnil ruce na východě. Velením dalšího vojska pověřil svého synovce Germania, který však v průběhu připrav nečekaně zemřel. Na jeho místo císař zpočátku jmenoval Germanova zetě Ioanna a Iustinia, jednoho z Germanových synů, ale oba muže následujícího roku (552) vystřídal dvorní kleštěnec Narses. Nikdo neznal příčinu Justiniánova rozhodnutí, nicméně pravděpodobným důvodem, proč zvolil muže, jemuž bylo v době bitvy u Tagin 74 let, mohl být fakt, že vůči případným Narsovým úspěchům by nepociťoval takovou žárlivost jako v Belisarově případě. Narses konečně obdržel to, čeho se Belisarovi nedostávalo. Pro tažení disponoval značným finančním obnosem i silnou armádou. V Salonách se k němu připojilo vojsko, které původně naverboval Germanus a po cestě do Itálie nabíral oddíly dalších barbarských národů. Když dorazil na hranice Venecie, čítala jeho armáda 20 – 30 000 bojovníků. Zde však zjistil, že mu cestu blokuje padesátitisícové vojsko Franků. Navíc u Verony stál vojevůdce Teias s výkvětem ostrogótské armády, který byl připraven za všech okolností zabránit Byzantincům v postupu do italského vnitrozemí. Narses proto dal na radu původního velitele armády Ioanna, který se z předchozích bojů vyznal ve zdejší krajině, a vojsko postupovalo podél pobřeží Jaderského moře. Díky tomu, že ústí řek vojáci překračovali pomocí pontonových mostů vytvořených z člunů, dorazil brzy až k Ravenně.
Když se o manévru císařské armády dozvěděl král Totila, v klidu vyčkal u Říma na oddíl pod velením Tei a teprve pak vyrazil k Apeninám. K jeho armádě se mělo připojit ještě 2000 jezdců, na ty však již nečekal. Jakmile ostrogótské vojsko protáhlo Eturií a dorazilo k horskému pásmu, usadilo se v úzkém údolí, vhodném pro údernou taktiku gótských kopiníků, u vesnice s názvem Taginae poblíž dnešního Gubbia. v Umbrii Zanedlouho po Ostrogótech přitáhl k Apeninám i Narses, který se utábořil ne víc než sto stadií od nepřátelského ležení.

## Organizace, členění a taktika armád

### Byzantinci

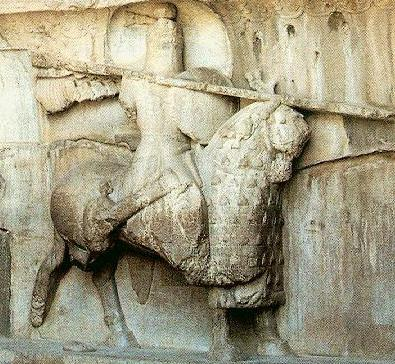
Reliéf z Taq-e Bostanu: katafrakt – tj. těžký jezdec

Po rozpadu římské říše na východní a západní část postupně docházelo k zásadním změnám vojenské organizace u obou státních útvarů. Koncem 5. století zcela vymizela hlavní armádní organizační složka legie a pěchota se stala, až na nepatrné výjimky, naprosto podřízená jezdectvu. V jeho případě Římané napodobili efektivní taktiku hunských jízdních lučištníků, kteří se v jejich podání postupně přetvořili v katafrakty. Ti se nakonec stali nejspolehlivějších složkou byzantského vojska.
| „           | Naproti tomu dnešní lučištníci jdou do boje chráněni pancířem a holeněmi až po kolena; na pravém rameni mají zavěšeny šípy, na levém meč. Někteří mají ještě na sobě zavěšeno kopí a přes ramena malý štít bez držadla kryjící též částečně obličej a šíji. Jsou výbornými jezdci a dovedou za nejrychlejšího trysku snadno napínat luk na obě strany a střílet na pronásledující i prchající nepřátele. Přitahují tětivu do výše čela těsně k pravému uchu; přitom dávají střele takovou průbojnost, že vždy zabije každého, kdo přijde do cesty, protože ani štít ani pancíř nemohou odolat jejímu nárazu. | “ |
| — Prokopios | |   |

Další změnou v organizaci armády byl značný nárůst začleňování jednotek federátů, tedy barbarských oddílů, mnohdy pod vlastními kmenovými veliteli. V době bitvy u Tagin byla císařská vojska rovnoměrně rozdělena právě mezi tyto námezdníky a profesionální občanské oddíly. Východořímské vojsko své síly verbovalo zejména v řadách Isaurů, současně však i mezi Galy, Germány, Franky a Burgundy, potažmo v Anatolii.
Také Narsova armáda tvořila výrazně kosmopolitní uskupení. Historikové většinou uvádí, že do bitvy sebou přivedl kolem 20 000 ozbrojenců, z čehož mohlo být až 8000 naverbovaných barbarských bojovníků. Prokopios z Kaisareie ve své knize Válka s Góty doslova zapsal, že již na začátku tažení se k Narsovi připojil Auduin, král Langobardů s 2500 muži, dále pak 3000 Herulů pod velením Filimuta a další velké množství pod praporem Aruta, mnoho perských uprchlíků pod velením Kabada, vnuka perského krále téhož jména, dále pak Gepid Asbados, který sebou přivedl 400 mužů ze svého kmene a konečně množství Hunů. Část vojska dále mělo tvořit 3000 příslušníků služeb, generál Daghisthaios s velkým doprovodem a Ioannes Fagas (Žrout), jenž s sebou vedl jednotku statečných vojáků. Nutno podotknout, že i vojsko, které k Narsovi připojil Ioannes v Salonách, jež předtím naverboval jeho tchán Germanus, bylo ze značné části zformováno z barbarů, kteří sídlili v oblasti Dunaje a mnoha dalších z celého světa, zlákaných Germanovým věhlasem a bohatým žoldem.

### Ostrogóti
Také vojsko krále Totily bylo do značné míry složeno z cizinců. Jádro armády pochopitelně tvořili sami Ostrogóti, ale v jejich řadách bojovalo množství mužů, kteří dříve sloužili u Římanů nebo je ke Gótům svedla vidina zisku pod velením úspěšného vojevůdce. Prokopios uvádí mnoho případů, kdy římští vojáci dostali od Totily na výběr buď se připojit k jeho oddílům nebo svobodně odejít do Byzance. Vždyť i Řím mu dvakrát padl do rukou díky zradě Isaurů, kteří následně vstoupili do ostrogótských řad. V neposlední úloze zde hrál významnou roli fakt, že gótský vládce byl schopen dostát vůči žoldnéřům svým finančním závazkům.
Co se týká vojenské doktríny, spoléhali se Ostrogóti na jednoduchou a účinnou taktiku, která přenášela hlavní míru útoku na masu těžkého jezdectva vyzbrojeného dlouhým kopím. Úkolem jezdců bylo prolomit střed nepřátelské linie a tím rozhodnout celou bitvu. V případě neúspěchu jezdci ustoupili a opakovali své nájezdy, dokud nedošlo k požadovanému efektu. Pěchota hrála v ostrogótském vojsku pouze podružnou roli a v bitvě u Tagin jí Totila v případě neúspěchu hlavního útoku určil zachytit prchající jezdce a teprve poté se s nimi vrhnout do protiútoku.

## Bitva
Sotva Narses dorazil k dějišti budoucího střetu, vyslal k Totilovi několik svých přátel, aby ho vybídli rokovat o míru. Gótský panovník však považoval boj za nevyhnutelný. Vzkázal tedy Narsovi, že bitva bude svedena za osm dní, ale tento termín nehodlal dodržet. Byzantský vojevůdce však Totilův záměr vytušil a obě armády se proti sobě sešikovaly již následujícího dne.

Předehrou k celému finálnímu střetu byl boj o malý pahorek, který se zvedal nedaleko od obou armád. Obě strany se domnívaly, že jeho obsazením by nad nepřítelem mohly získat nějakou výhodu. Zejména pro Góty skýtal možnost vpadnout Byzantincům do zad. Narses si byl tohoto možného rizika dobře vědom a ještě v noci vyslal ke kopci padesát pěšáků z pravidelných jednotek. Ti se seřadili pod pahorkem v místech, kde vedla úzká pěšina, jež byla pro případný zdařilý Gótský obchvat klíčová. Když se o Narsově tahu dozvěděl Totila, ihned proti Byzantincům vyslal oddíl jezdců.
| „           | Jezdci se na ně rozjeli s pokřikem a velkým lomozem, aby je smetli s prvním rozběhem; ti se semkli, kryli se štíty, napřáhli kopí a ani se nehnuli. Šiky Gótů se prudkým útokem rozpadly, zatímco těch padesát tlouklo do štítů, vrhalo hustě svá dobře mířená kopí a bránilo se největší urputností před útočníky; schválně řinčeli štíty a takto stále plašili koně, zatímco hroty kopí ohrožovali jezdce. Koně, kteří neměli kudy proniknout, se v neschůdném terénu vzpínali, plašili se rachotem štítů... a neposlouchali. Když byl jejich útok odražen, museli ustoupit; při druhém pokusu pochodili stejně... a když ani při dalších útocích nic nepořídili a byli unavení, Totila poslal místo nich jiný oddíl jezdců. Ale utrpěli podobně jako ti první a byli posláni opět jiní, aby se o to pokusili. Když se vystřídalo několik oddílů a všechny útoky byly zcela neúspěšné, Totila se už dalšího pokusu vzdal. | “ |
| — Prokopios | |   |

 Když Totila viděl, jak jeho muži zmateně stojí před římským vojskem, shromáždil je kolem sebe a proslovem se je pokusil povzbudit k boji. Posléze je seřadil do dvou linií. Do čela umístil své těžké jízdní kopiníky, kteří měli mohutným úderem prorazit střed nepřátelského postavení, do druhého sledu pak lučištníky, muže se sekerami a oštěpy. Účelem pěchoty, která obdržela rozkaz v bitvě nepoužívat luky, ale pouze oštěpy, bylo v případě nezdařeného útoku zachytit prchající jezdce a znova s nimi zaútočit.
Narses byl patrně dobře informován o tom jaké pojetí boje protivník nejčastěji uplatňuje a rozhodl se proto svést bitvu v defenzivním postavení. Sám se s velitelem Ioannem a výkvětem římského mužstva postavili na levé křídlo, na křídlo pravé pak umístil zbytek Římanů pod velením Valeriana, Ioanna Faga a Dagistiana. Každé z křídel dále posílil asi 4000 lučištníky z pravidelných jednotek. Střed bitevní linie tvořil zbytek vojska, tedy barbarská námezdní síla. Narses tyto oddíly nechal sesednout z koní a přikázal jim vytvořit falangu; jeho úmyslem bylo zabránit tomu, aby barbaři nebyli liknaví a zbabělí a při první příležitosti se nedali na spěšný ústup z boje. Posledním taktickým prvkem bylo postavení asi 1500 katafraktů, kteří dostali za úkol zaujmout pozici na levém křídle tak, aby s celou linií tvořili pravý úhel. 500 z nich bylo určeno přispěchat na pomoc jakmile by některá část vojska začala ustupovat a zbylou tisícovku pověřil udeřit do týlu gótské pěchotě poté, co vyrazí do boje.
Když byla obě vojska seřazená ke střetu, Narses i Totila přijeli před linie a povzbuzovali své muže k větší odvaze. Obě strany posléze vyčkávaly, dokud boj nezahájí nepřítel. K akci se však prozatím neschylovalo. Řady se nepohnuly ani poté, co se mezi oběma vojsky střetli dva válečníci, aby vzájemně změřili své síly. Nakonec vyjel mezi obě vojska sám Totila, který měl zprávy o tom, že se k němu blíží 2000 jezdců, na které se rozhodl nečekat ještě na římském území. Náhle hrál o čas, a proto celé dopoledne předváděl mužům z obou táborů své jezdecké dovednosti. Když skončil, rozhodl se boj ještě oddálit tím, že vyslal k Byzantincům posly se vzkazem, že se chce dohodnout. Narses se však nenechal oklamat a vyjednavače poslal zpět. I tak se Totilův záměr vydařil a posily stačily dorazit včas. Přesto jako by se k bitvě stále neschylovalo. Gótové se v klidu naobědvali a vyzbrojili nové jednotky. Teprve po dokončení těchto úkonů dal gótský král povel k útoku. Domníval se, že Byzantinci uchlácholení zdánlivým klidem poleví v pozornosti. Narses však svým mužům nedovolil opustit pozice; jídlo museli sníst seřazeni každý na svém místě.
Ve chvíli, kdy Gótové vyrazili proti Byzantincům, Narses poručil oběma křídlům, které čítaly po čtyřech tisících lučištníků, aby se vysunuly vpřed a vytvořily tak z linie neúplný půlkruh. Tím se hlavní úderná síla Gótů vehnala do částečného obklíčení. Šípy na ni dopadaly ze dvou stran a útok se značně zpomalil. Přesto jezdci dorazili na dotek k protivníkovi a došlo k tvrdému boji. Střetnutí trvalo až do soumraku. Palbou lučištníků decimovaní Ostrogóti nedokázali prorazit lépe uspořádané řady nepřátel, a když na ně z boku udeřil oddíl katafraktů, útočná formace se rozvrátila a jezdci začali zmateně opouštět bojiště. Prchající nezastavila ani pěchota v jejich zádech. Jízda se přehnala jejími řadami, aniž by zpomalila, a obě gótské linie se tak slily v jednu. Naprosto dezorganizovaná armáda se v tu chvíli rozpadla a gótští bojovníci začali bezhlavě prchat. Této paniky okamžitě využili Narsovi muži, kteří nepřítele dlouho do noci důrazně pronásledovali. Na 6000 Gótů zahynulo přímo v bitvě a mnoho dalších padlo Byzantincům do zajetí. Nicméně i ti byli krátce po střetu povražděni. Ustoupit se pokoušel také Gótský král Totila, který prchal lesem pouze s pěti svými společníky. V zádech měli několik pronásledovatelů, kteří netušili, kdo je před nimi. Když byli gótové dostiženi, došlo k drobné potyčce, při níž Gepid jménem Asbados vrazil Totilovi do zad kopí. Posléze byzantští vojáci upustili od pronásledování a vrátili se zpět do tábora. Přestože byl gótský král zraněn, ujížděl spolu se svými společníky ještě dalších 84 stádií až k místu zvanému Caprae. Zde mu jeho muži konečně ošetřili rány, ale veškerá jejich snaha již byla zbytečná, neboť svému zranění zanedlouho podlehl.

## Důsledky
Po bitvě zbytky Totilovy armády ustoupily přes řeku Pád k městu Ticinum. Zde byl novým gótským králem zvolen Teias, který se ihned pokusil jednat o dalších akcích proti Narsově armádě s Franky. Mezitím se byzantský vojevůdce zmocnil Říma a dobyl některé další italské oblasti. Frankové spolupráci proti Byzantincům odmítli a Teias se rozhodl vytáhnout na pomoc posádce obležené tvrze v kampánských Cumách. Narses mu zastoupil cestu nedaleko Vesuvu, kde proti sobě zůstaly obě armády stát ve vzájemném dvouměsíčním patu. Nakonec byli Gótové odříznuti od přísunu potravin a ustoupili k blízké hoře jménem Mons Lactarius. Na tomto místě obě vojska svedla bitvu. Teias byl zabit a poražení Ostrogóti byli přinuceni vyjednávat o svobodném odchodu z Itálie. V této záležitosti jim bylo vyhověno.

#### Prameny
- PROKOPIOS Z KAISAREIE. Válka s Góty. Překlad Pavel Beneš. Praha: Odeon, 1985. 438 s.